# Gai Verres (senador)
Gai Verres (en llatí Caius Verres) va ser un senador romà, relacionat probablement per naixement o adopció amb la gens Cornèlia. Se suposa que el seu nom complet era Caius Cornelius Verres.
També se suggereix que podia ser un llibert amb els quals Luci Corneli Sul·la va cobrir algunes vacants del senat l'any 83 aC, però Ciceró mai li tira en cara un origen servil.
Ciceró el defineix com a veterà del suborn i la compra de vots. Era el pare de Gai Verres el propretor de Sicília famós pel seu processament per corrupció i abús de poder. Gai Verres va alertar al seu fill de ser més discret en les exaccions a l'illa, enviant-li diversos missatges a Siracusa amb advertències, però el va defensar davant el senat.